# Halma
Halma (från grekiska ἅλμα alma som betyder hopp) är ett brädspel som uppfanns 1883 eller 1884 av den amerikanske thorax-kirurgen vid Harvard Medical School, George Howard Monks. Inspirationen var ett engelskt spel som kallades Hoppity, som uppfunnits 1854.
Spelet består av ett rutigt bräde som är indelat i 16 X 16 rutor. Pjäserna är små föremål, till exempel plastkoner. Spelpjäserna är oftast svarta och vita i ett tvåmans-spel och i olika färg eller åtskilda på annat sätt i spel för fyra spelare. 

## Översikt
Spelet spelas av två eller fyra spelare vid motstående hörn av brädet. Målet är att förflytta alla sina pjäser från den egna basen till basen i motstående hörn. Varje gång det är en spelares tur att spela kan denne antingen flytta en av sina pjäser från rutan den står på till en intill-liggande ruta eller hoppa över en eller flera andra pjäser i sekvens. 

## Spelregler

### Utgångsuppställning
- Brädet består av en matris av 16×16 rutor.
- Rutor räknas som intill-liggande horisontellt, vertikalt och diagonalt.
- Spelet kan spelas av två eller fyra personer.
- Varje spelares bas består av en samling intill-liggande rutor i ett hörn av spelbrädet. Baserna är tydligt markerade på brädet. 
  - I spel för två spelare består varje spelares bas av 19 rutor. Baserna är placerade i motstående hörn.
  - I spel för fyra spelare består varje spelares bas av 13 rutor. Vart och ett av de fyra hörnen utgör en bas.
- Varje spelare har en uppsättning pjäser i en särskild färg.
- Antalet pjäser i en spelares uppsättning pjäser är lika stort som antalet rutor i spelarens bas.
- I utgångsuppställningen har varje spelare alla sina pjäser på rutorna i dennes bas.

### Mål för spelet
Målet med spelet är att bli först med att förflytta alla sina pjäser till den bas som befinner sig i diagonalt motsatt hörn i relation till spelarens egen bas. I spel för fyra spelare spelar spelarna parvis mot varandra. I detta spel är målet att bli det första paret vars alla pjäser har förflyttats till motsatt hörn.

### Spelsekvens

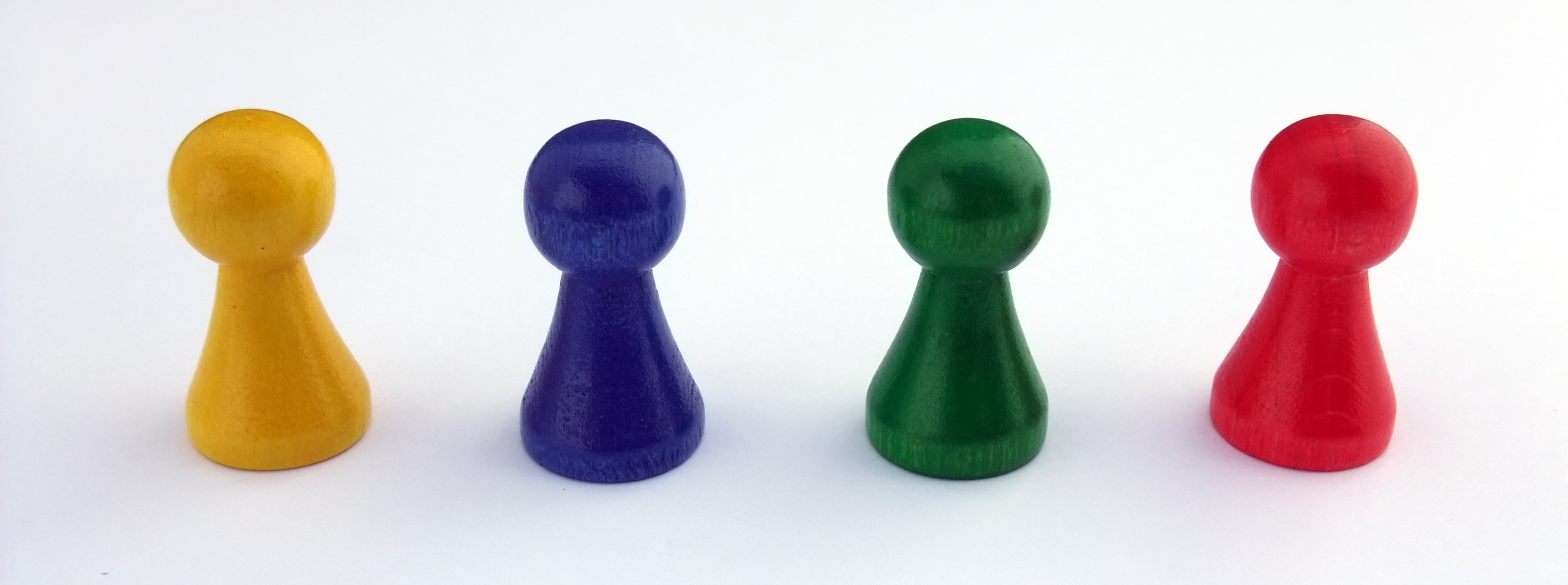
Enkla schackbonde-pjäser

- Spelarna avgör på ett slumpmässigt sätt vem som ska börja.
- Pjäserna kan förflyttas i åtta olika riktningar (ortogonalt och diagonalt)
- Varje gång det är en spelares tur ska denne flytta en av sina pjäser på ett av följande sätt
  - En förflyttning till en tom ruta
    - Placera pjäsen i en tom intill-liggande ruta
    - När detta gjorts är det nästa spelares tur

  - Ett eller flera hopp över intill-stående pjäser 
    - En intill-stående pjäs kan överhoppas om rutan rakt på andra sidan av den är tom
    - Vilken pjäs som helst kan överhoppas, oavsett färg och tillhörighet
    - Placera pjäsen på den tomma rutan rakt på andra sidan
    - Denna överhoppning påverkar inte alls den pjäs som överhoppas
    - Efter ett hopp får spelaren direkt göra ett ytterligare hopp med samma pjäs eller låta det bli nästa spelares tur
- När en pjäs kommit in i den motstående basen får den inte flyttas ut ur basen
- Om ett drag resulterar i att basen (eller parets baser, i fyrmans-spel) helt fyllts med de egna pjäserna så vinner den spelare som gjorde draget (eller det par vars ena spelare gjorde draget)
- Så länge ingen har vunnit fortsätter spelarna att göra sina drag i tur och ordning

## Jämförelse med andra spel
- Spelmekanismerna med hoppande pjäser påminner om damspel men skiljer sig genom att man inte kan slå ut pjäser från spelet. Inte heller är det en skyldighet att göra hopp.

- Kinaschack är en variant av Halma. Det publicerades första gången 1892 under namnet Stern-Halma (tyska för Stjärn-Halma och när det skulle lanseras i USA blev det omdöpt för att verka mer exotiskt. Namnet är vilseledande eftersom det inte har sitt ursprung i Kina och inte liknar schack.